# 佩西內亞加鄉
43°53′43″N 28°29′58″E / 43.89528°N 28.49944°E
佩西內亞加鄉（羅馬尼亞語：Comuna Pecineaga, Constanța），是羅馬尼亞的鄉份，位於該國西南部，由康斯坦察縣負責管轄，面積56平方公里，海拔高度35米，2007年人口3,184，人口密度每平方公里57人。